# Neuschauerberg

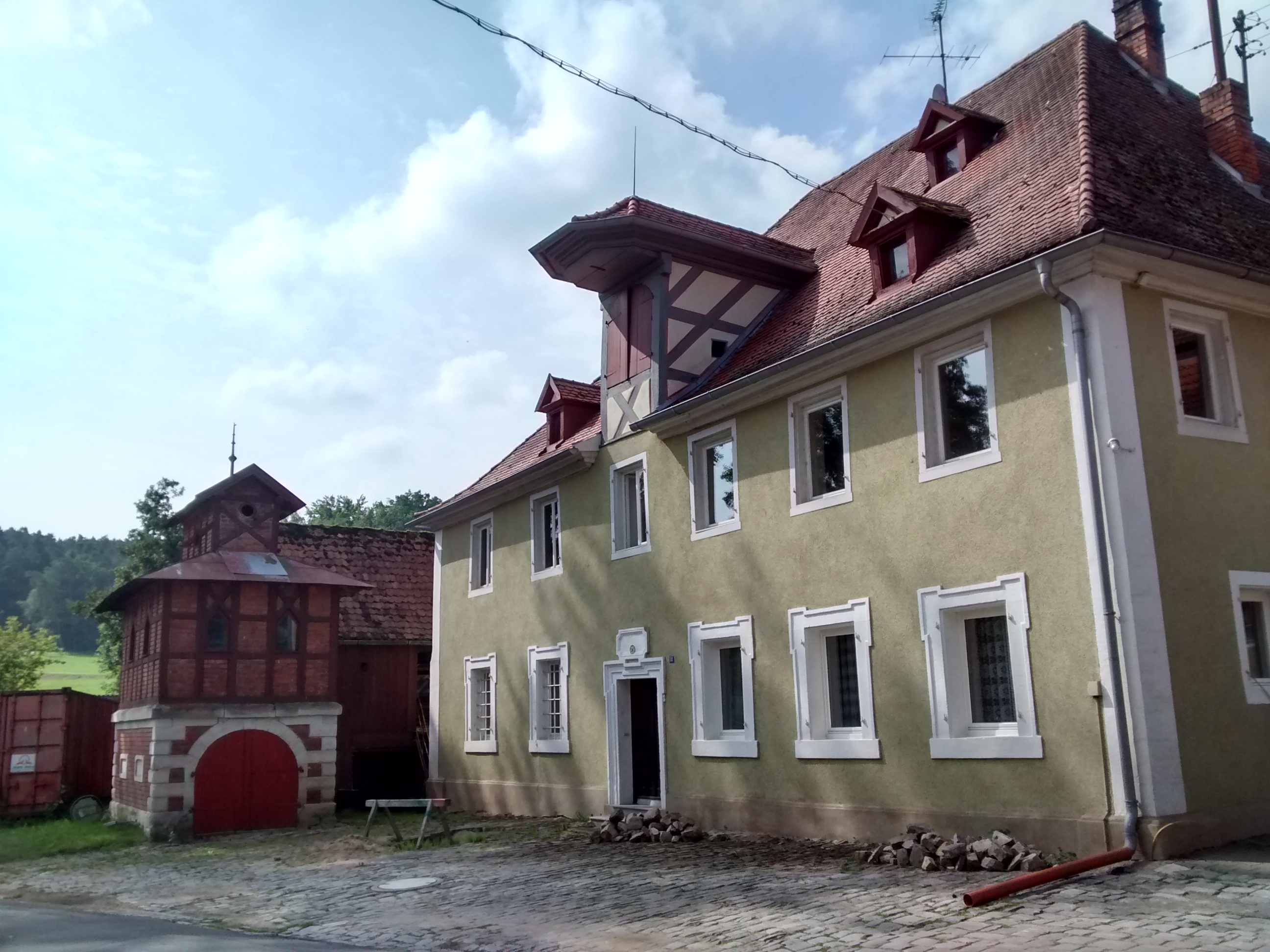
Haus Nr. 18: Mühle

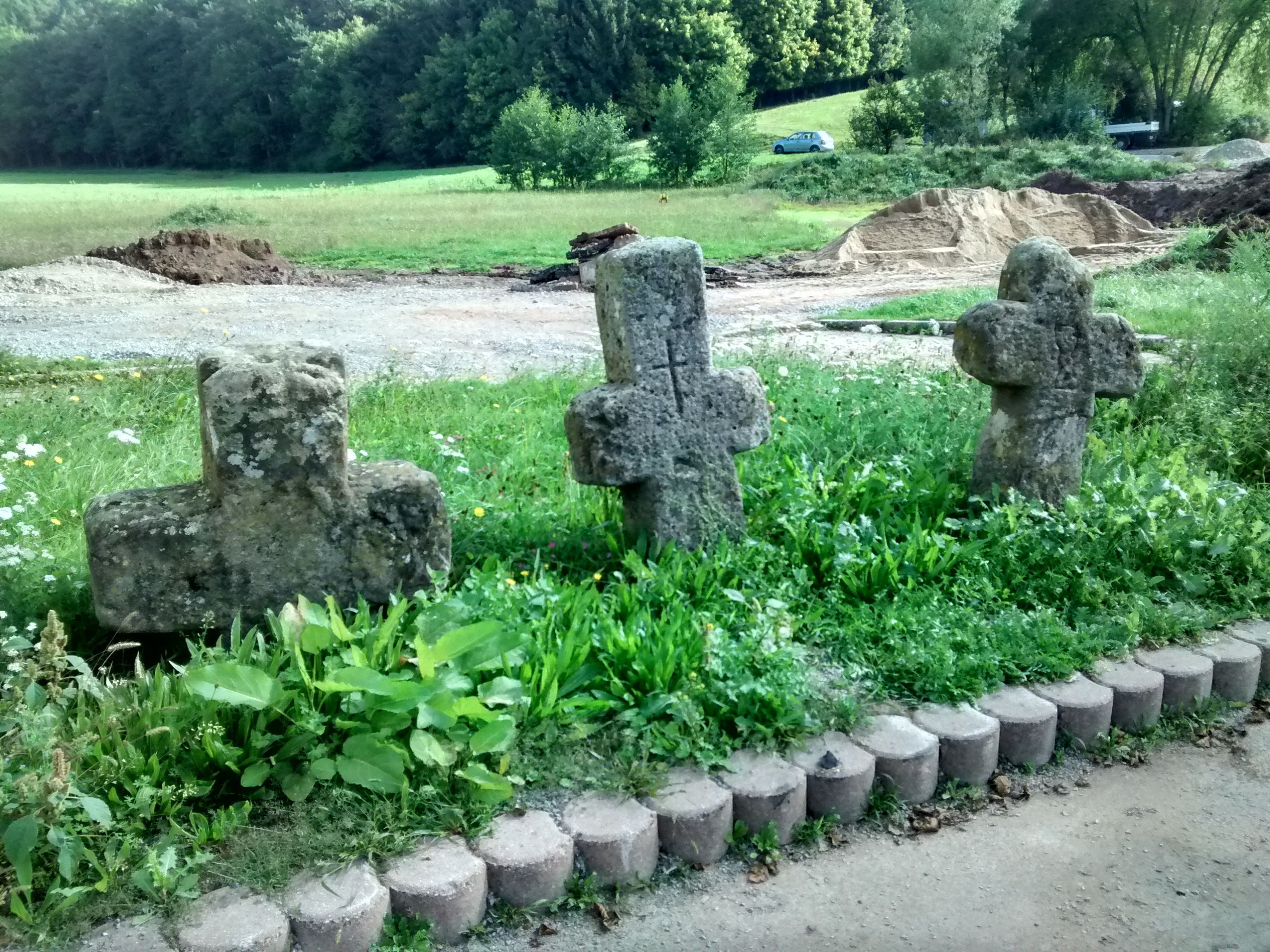
Drei Steinkreuze

Neuschauerberg ist ein Gemeindeteil des Marktes Emskirchen im Landkreis Neustadt an der Aisch-Bad Windsheim (Mittelfranken, Bayern). Zum Gemeindeteil zählt der Wohnplatz Schauerberger Mühle. Neuschauerberg liegt in der Gemarkung Schauerberg.

## Geografie
Das Dorf liegt an der Mittleren Aurach. Im Osten liegt das Waldgebiet Hoch, im Süden Hörlein und 0,5 km im Westen Tiergarten. 0,5 km südwestlich liegt das Flurgebiet Jagdsäule. Die Staatsstraße 2244 führt nach Emskirchen (2 km nordöstlich) bzw. nach Neidhardswinden (2 km südlich). Die Kreisstraße NEA 24 führt an Buchklingen und Rennhofen vorbei nach Herrnneuses (4,5 km nordwestlich). Gemeindeverbindungsstraßen führen nach Flugshof (1 km nordwestlich), nach Altschauerberg (0,3 km südöstlich) und die NEA 24 kreuzend zur Finkenmühle (1 km südwestlich).

## Geschichte
Der Ort wurde zu Beginn des 18. Jahrhunderts durch Ansiedlung von französischen Glaubensvertriebenen gegründet. Gegen Ende des 18. Jahrhunderts gab es in Neuschauerberg 17 Anwesen. Das Hochgericht übte das brandenburg-bayreuthische Fraischvogteiamt Emskirchen-Hagenbüchach aus. Die Dorf- und Gemeindeherrschaft hatte das Kasten- und Jurisdiktionsamt Emskirchen. Grundherren waren das Kasten- und Jurisdiktionsamt Emskirchen (13 Güter, 2 Halbgütlein, 1 Häckersgütlein) und die Herrschaft Burgfarrnbach (1 Tropfgütlein).
Von 1797 bis 1810 unterstand der Ort dem Justizamt Markt Erlbach und Kammeramt Emskirchen. Im Rahmen des Gemeindeedikts wurde Neuschauerberg dem 1811 gebildeten Steuerdistrikt Emskirchen und der 1813 gegründeten Munizipalgemeinde Emskirchen zugeordnet. Mit dem Zweiten Gemeindeedikt (1818) wurde es in die neu gebildete Ruralgemeinde Schauerberg umgemeindet. Am 1. Januar 1970, also noch vor der Gebietsreform in Bayern, wurde die Gemeinde Schauerberg nach Emskirchen eingemeindet.

### Baudenkmäler
- Haus Nr. 5: zweigeschossiges Wohnstallhaus, ursprünglich eingeschossig; geputzter Sockel, Ecklisenen, Satteldach; erste Hälfte des 19. Jahrhunderts[9]
- Haus Nr. 8: zweigeschossiges Wohnstallhaus, ursprünglich eingeschossig (Obergeschoss 1914). Im Türsturz umgearbeitet „18 E“(ckert) „S“(imon) „42“[9]
- Haus Nr. 15: zweigeschossiges Wohnstallhaus, „1812 M P“(etri) im Putz modern aufgetragen; Fachwerkobergeschoss[9]
- Haus Nr. 17: eingeschossiges Wohnstallhaus, Satteldach; im Türsturz „chc. ch. Koblart 1870“[9]
- Haus Nr. 18: Mühle an der Mittleren Aurach von 1736; zweigeschossiges Walmdachhaus, Erdgeschoss massiv[9]
- drei Steinkreuze[10]

### Einwohnerentwicklung
| Jahr      | 001836 | 001840 | 001871 | 001885 | 001900 | 001925 | 001950 | 001961 | 001970 | 001987 |
| Einwohner | 105    | 105    | 91     | 90     | 82     | 79     | 103    | 72     | 82     | 84     |
| Häuser    | 18     | 17     |        | 17     | 17     | 17     | 17     | 16     |        | 21     |
| Quelle    | [ 12 ] | [ 13 ] | [ 14 ] | [ 15 ] | [ 16 ] | [ 17 ] | [ 18 ] | [ 19 ] | [ 20 ] | [ 1 ]  |

## Religion
Der Ort ist evangelisch-lutherisch geprägt und bis heute nach St. Kilian (Emskirchen) gepfarrt.